# Karin Krog
Karin Krog (* 15. května 1937, Oslo) je norská jazzová zpěvačka. Svou profesionální kariéru zahájila roku 1955, kdy se stala členkou sextetu kapelníka Kjella Karlsena. Své první album nazvané By Myself vydala v roce 1964 a v následujících letech vydala řadu dalších alb. Během své kariéry spolupracovala s mnoha hudebníky, mezi které patří například John Surman, Red Mitchell, Dexter Gordon a Archie Shepp.